# 鄧肇堅醫院

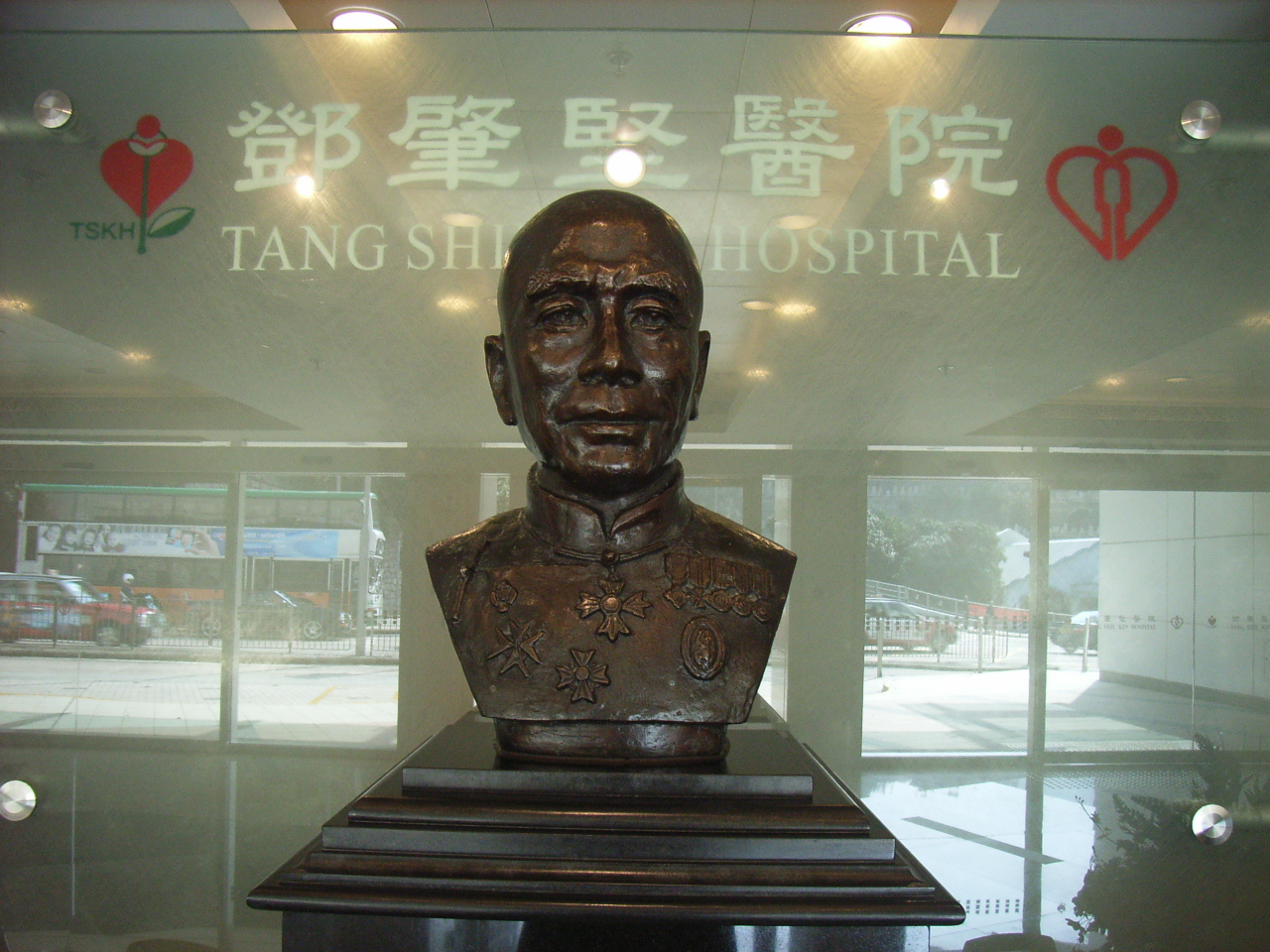
鄧肇堅爵士的頭像

鄧肇堅醫院（英語：Tang Shiu Kin Hospital）是香港島灣仔摩理臣山的一所民辦社區綜合醫療中心，而鄧肇堅醫院是由鄧肇堅爵士捐助而成立一所社區醫院，昔日的鄧肇堅醫院是東區的唯一有設立急症室服務的小型社區醫院。

## 歷史
鄧肇堅醫院於1969年4月15日開幕，並由香港總督戴麟趾主持。
鄧肇堅醫院自1998年起和鄰近的律敦治醫院合併管理。鄧肇堅醫院曾設有急症室，為中環、灣仔和銅鑼灣區居民提供24小時急症服務。然而，由於鄧肇堅醫院的配套設施不足，有需要留醫的急診病人須轉送到其他醫院治療。有見及此，港府決定將鄧肇堅醫院的急症室搬遷至律敦治醫院。為了避免與鄰近醫院的服務重疊，政府並將鄧肇堅醫院改建為日間護理中心，將位於修頓中心的部分設施遷至醫院，而專科門診診所則遷至律敦治醫院。
2005年，鄧肇堅醫院正式轉型為一所社區日間醫療中心，設施包括中醫門診、家庭醫學訓練中心、綜合專科診所、職員診所、社康護理服務中心、健康實踐中心、香港防癆會-香港大學中醫診所暨教研中心（灣仔區），以及其他專職醫療部門包括物理治療部及職業治療部。鄧肇堅醫院亦設有全港唯一的急症科訓練中心，為醫護人員、消防處及警務處人員等提供急救護理訓練，並設有多項訓練設施，包括模擬電腦掃描房及經改裝的模擬救護車。

## 外部連結
- 港島東聯網鄧肇堅醫院資訊 （页面存档备份，存于）
- 灣仔鄧肇堅醫院的地圖 （页面存档备份，存于）